# Вероотступничество

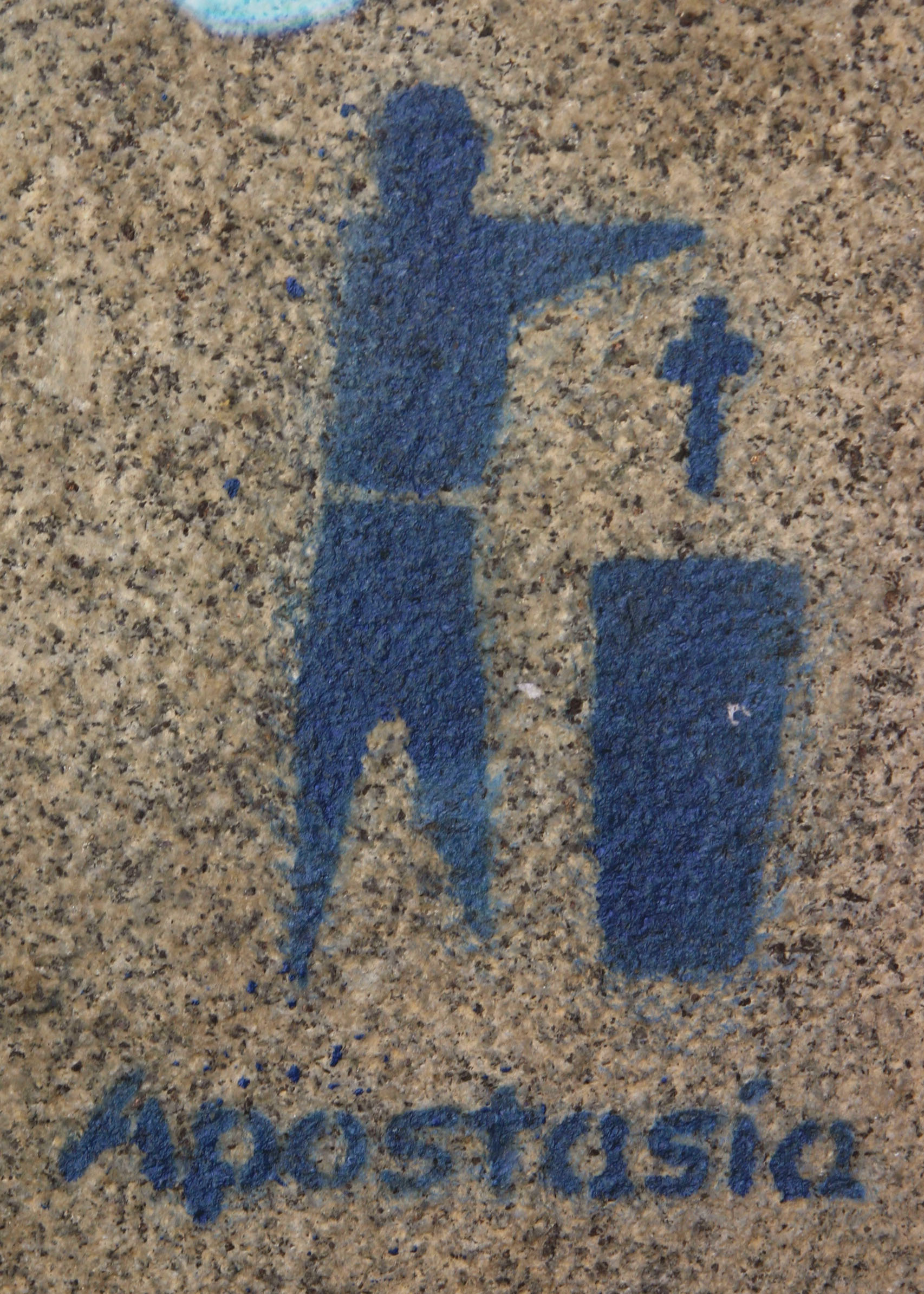
Логотип в Испании, призывающей к отречению от Католической церкви

Страны, где вероотступничество является уголовным преступлением

Вероотсту́пничество — отступничество от своей веры (религии) или принципов.
В ранней истории христианства вероотступничество рассматривалось как один из грехов, отпустить которые может только Бог. Во второй половине III в. впервые было допущено церковное отпущение греха вероотступничества. В Римской империи эпохи христианства вероотступники наказывались лишением гражданских прав. В Средневековой Европе вероотступников приравнивали к еретикам и подвергали их таким же наказаниям.

## Вероотступничество в религиях

### Христианство
Апостасия (греч. Αποστασία — отступничество) — отступничество от христианства, вероотступничество. Вероотступничество представляет собой полный отказ верующего от веры, отрицание её догматов, сопровождающееся отпадением от церкви либо отказ клирика от своих обязанностей или подчинения церковной иерархии. В отличие от ереси, характеризующейся частичным отрицанием церковного учения, апостасия представляет собой полное его отрицание. В декреталиях Григория IX упоминаются ещё два вида отступничества: apostasia inobedientiae, то есть неподчинение приказу церковных властей и iteratio baptismatis — повторное крещение или перекрещивание.
В отличие от католицизма, в православных церквях ситуации и признаки апостасии строго не кодифицированы. В Российской империи апостасия квалифицировалась как религиозное преступление (посягательство), «Устав о предупреждении и пресечении преступлений» категорически воспрещал переход православных в иную веру. Сами отпавшие от церкви ограничивались в правах, но уголовному преследованию при этом не подвергались, отвлечение же от веры — то есть действия, ведущие к переходу кого-либо в другую веру, карались тюремным заключением, каторгой либо ссылкой.

### Иудаизм
Талмуд делит отступников (апостатов) на два главных типа:
1. «апостата относительно одного какого-либо религиозного предписания»
2. «апостата относительно всего еврейского вероучения»

Примерами 1-го типа служат: «отступники от обряда обрезания», «отступники относительно соблюдения законов о пище» и др. К 2-му типу относятся: «еврей-идолопоклонник» и «публично нарушающий законы о субботе». Причина причисления последнего к второму типу объясняется Талмудом исключительной важностью этого религиозного предписания, символизирующего акт сотворения мира. Поэтому в отступничестве от соблюдения субботы усматривалось явное отрицание главной основы веры в сотворение мира Богом. К апостатам второго типа относятся также перешедшие в другую религию., в том числе выкресты и марраны.
Вы́кресты (выкрест, выкрестка) — перешедшие в христианство из другой религии; чаще всего употребляется по отношению к крещёным евреям (аналог ивр. משומד‎, мешума́д, мн. мешумади́м; букв. «погубленные») и несёт негативные коннотации (несмотря на то, что первыми выкрестами были апостолы и ученики Христа). Большинство современных словарей дает слово «выкрест» с пометкой «устаревшее».
Евреи особенно часто стали переходить в христианство в XIX — нач. XX вв., когда религиозная принадлежность к иудаизму уже не отождествлялась жёстко с национальной принадлежностью, переход же в христианство снимал с еврея образовательные и другие ограничения, существовавшие в ряде государств (в Российской империи до 1917). Однако постепенно некоторые из них распространились и на выкрестов. Так, выкрестов не принимали в жандармы, с конца XIX века не рукополагали в священники, не брали на службу на флот, с 1910 года не производили в офицеры в армии; в 1912 году запрет на производство в офицеры был распространен также на детей и внуков выкрестов.
Марра́ны (исп. Marrano) — термин, которым христианское население Испании и Португалии называло евреев, принявших христианство и их потомков, независимо от степени добровольности обращения (конец XIV—XV вв.). Указ испанской правящей королевской четы Фердинанда II Арагонского и Изабеллы Католической, принятый в 1492 году, предписывал всем евреям Испании в трёхмесячный срок либо креститься, либо покинуть пределы страны. Большинство евреев бежало либо в Португалию (где через 30 лет история повторилась), оттуда — на север Европы, либо в Италию, Османскую империю, страны Северной Африки. Однако, часть евреев в Испании, а затем — в Португалии приняла христианство. Похожая участь в 1502 году постигла и мусульман (мавров), а через сто с небольшим лет — и морисков — потомков мавров, номинально принявших христианство.
Часто марраны и их потомки втайне продолжали сохранять верность иудаизму (полностью или частично). Еврейская традиция рассматривает марранов как наиболее значительную группу анусим (ивр. אֲנוּסִים‎, букв. `принуждённые`) — евреев, насильственно обращённых в иную религию. Марраны, тайно продолжавшие исповедовать иудаизм, являлись главным объектом преследований испанской инквизиции, как и мориски.
Марраны часто подвергались погромам наравне с иудеями. Преследование марранов было одной из основных задач испанской инквизиции (1478—1835). Первоначально многие марраны достигали высокого положения в обществе. Но с 1449 года сначала кортесы, цехи, монашеские ордены и университеты, а позднее также королевская и папская власть ограничивали права марранов. Последний подобный закон был отменён в 1870 году. Тем не менее, ещё в 1941 году святой Хосемария Эскрива де Балагер, происходивший из марранов, был арестован франкистами. Несмотря на то, что в годы гражданской войны он призывал католиков воевать на стороне Франко, его подвергли допросам с целью выяснить, не влияет ли его происхождение на его деятельность и не является ли созданная им организация «Опус Деи» «еврейской ветвью масонства».

### Ислам
Иртидад (араб. ارتداد — отступничество, переход из одного состояния в другое) — вероотступничество из ислама, один из самых больших грехов в нём. Совершившего иртидад называют муртадом. Согласно исламскому вероубеждению, тот вероотступник, который не вернулся в ислам и не раскаялся, будет вечно гореть в самых глубоких уровнях ада. Согласно шариатскому законодательству, вероотступничество является одним из наитягчайших форм неверия (куфра). В некоторых богословско-правовых школах (мазхабах) считается, что с момента вероотступничества все благие деяния, которые имели место в жизни человека до этого, оказываются пустыми и бессмысленными. Шариат расценивает вероотступничество как отпадение от ислама и отход к куфру независимо от того, было это сделано намеренно или это действие или высказанное слово привело к неверию. Даже высказанное в шутку заявление о вероотступничестве в шариате квалифицируются как отрицание ислама и впадение в куфр.
К вероотступничеству относится отрицание существования Аллаха, непризнание пророков, отрицание обрядов, установленных в Коране, намерение стать в будущем неверным (кафиром) и др.
Для того, чтобы вероотступничество считалось свершившимся, необходимо выполнение двух условий:
- вероотступник должен быть в полном сознании и умственно полноценным;
- заявление о вероотступничестве не должно быть сделано по принуждению[12].

Мусульманские правоведы (факихи) считали, что взрослые мужчины-вероотступники однозначно должны быть казнены. Женщины-вероотступницы должны либо содержаться под арестом и принуждаться к принятию ислама, либо, так же как и мужчины, казнены. Перед казнью вероотступнику предлагают вернуться в ислам, и в случае возвращения этот человек освобождается из-под заключения. В случае отказа ему даётся 3 дня на обдумывание решения и покаяние.
Первым проявлением вероотступничества был отход от ислама после смерти пророка Мухаммада. Военные экспедиции, направленные праведным халифом Абу Бакром в разные области Аравийского полуострова, помогли вернуть отпавшие аравийские племена в состав халифата.

#### Мориски
Мориски (араб. موريسكيون‎, в букв. переводе маленькие мавры, мавританишки) в Испании и Португалии — мусульмане, официально (как правило, насильно) принявшие христианство, а также их потомки. Мориски вместе с марранами (крещёными евреями) причислялись к низкостатусному сословию новых христиан (исп. cristiano nuevo [kɾistjano nueβ̞o] tornadidos [tornaðiðos], порт. cristãos novos). Численность, доля, социальное положение, занятия и культура морисков варьировали в зависимости от региона проживания. Название «мориски» употреблялось в Кастилии. В Арагонском королевстве их называли просто мавры, в Валенсии и Каталонии — сарацины. В XVI—XVII вв. мудехары, а затем и сменившие их мориски проживали преимущественно на юге и востоке Иберии.

## Вероотступничество и закон
В Российской империи до указа 1905 года христианам запрещалось выходить из своей веры, подлежали наказанию виновные «совратившие христианина в веру нехристианскую» и «совратившие инородца русского подданного нехристианского происхождения в другую нехристианскую веру». Лица, перешедшие из христианской веры в нехристианскую, отправлялись «к духовному начальству прежнего их исповедания для увещевания и вразумления». При этом переход иноверцев в христианство не преследовался.

## Принудительное обращение
Принудительное обращение — обращение в иную веру или идеологию под принуждением, то есть угрозой применения наказания или вреда (лишения работы, социальной изоляции, пыток, казни и др.). При принудительном обращении всегда требуется явный отказ от прежних убеждений.
Христианство официально отвергает саму идею принудительного обращения, поскольку обращение рассматривается не как внешне заметное объявление о взглядах, но как внутренняя убеждённость (Послание к Римлянам, 10:9-10). В то же время, в истории христианская церковь далеко не всегда придерживалась этой нормы и нередко обращала людей в свою веру под принуждением.
Ислам отличается от других религий тем, что представляет собой одновременно и систему духовных убеждений, и общину, и правовую систему, поэтому наличие на территории мусульманской общины неприсоединившихся членов представляет определённую угрозу для её порядка (в особенности в странах с патриархальным укладом жизни, с преобладанием деревенского населения).

### Отказ от прозелитизма
Ряд религий, такие как иудаизм, занимает позицию принципиального отказа от прозелитизма (распространения религии за пределы своей общины), и ограничивает присоединение к своей общине рядом условий, требующих длительной сознательной подготовки к обращению.
Такие направления, как друзы или езиды, не принимают новообращённых в принципе, однако в то же время засвидетельствован ряд случаев суровых наказаний за отказ от веры.
В буддизме принуждение к вере не имеет смысла, так как буддизм можно совмещать с практикой иных религий. Однако, проживая в буддистских странах, иностранец волей-неволей должен вписаться в местную социальную иерархию и традиции, происходящие из буддийского учения, то есть на практике должен следовать буддийским канонам поведения.

### Посмертное обращение
Ряд религий, в частности мормонизм, допускает посмертное обращение человека в веру посредством молитв его близких или других людей, ходатайствующих за усопшего перед Богом.
Имеется ряд прецедентов, когда человека посмертно объявляли приверженцем той или иной религии, однако свидетелей данного обращения не было. Так, много лет спустя после битвы при Ухуде нашлись свидетели того, что погибший в битве на стороне мусульман язычник Кузман перед смертью произнёс шахаду.